# Stenasellus escolai
Stenasellus escolai is een pissebed uit de familie Stenasellidae. De wetenschappelijke naam van de soort is voor het eerst geldig gepubliceerd in 1977 door Guy Magniez.